# أينيز ميلهولاند
أينيز ميلهولاند بويسيفين (بالإنجليزية: Inez Milholland)‏ (6 أغسطس، 1886- 25 نوفمبر،1916) هي ناشطة حقوقية –في حق المرأة بالاقتراح تحديدًا– ومحامية ومراسلة إبان الحرب العالمية الأولى، خلفت خطبها الجماهيرية أثرًا بالغًا على الحركة النسوية في أمريكا. وكانت عضوًا فعالًا في الحزب الوطني للمرأة ومشاركًا رئيسًا في مسيرة المطالبة بحق المرأة بالاقتراع في عام 1913.

## حياتها المبكرة
وُلدت أينيز وترعرعت في عائلة ثرية في بروكلين، نيويورك. عُرفت باسم نان وكانت الابنة الكبرى لجون إيلمر وجين (توري) ميلهولاند وكان لها أخت وأخ، فيدا وجون(جاك). عمل أباها مراسلًا وكاتبًا للمقالة الافتتاحية لصحيفة نيويورك تريبيون، ثم ترأس عملًا في مجال الأنابيب الهوائية، الأمر الذي منح عائلته حياة رغيدة في نيويورك ولندن. قابلت أينيز الإنجليزية المنادية بحق المرأة بالاقتراع إميلين بانكيرست وتأثرت بها. أمضت ميلهولاند أشهر الصيف على أرض عائلتها في لويس، مقاطعة إسيكس، نيويورك والتي تعود ملكيتها حاليًا إلى مدرسة ميدوماونت الموسيقية. دعم والدها العديد من الحركات الإصلاحية، منها السلام العالمي والحقوق المدنية وحق المرأة بالاقتراع. ساهمت والدتها بانخراطها وإخوتها بنمط حياة فكري وثقافي.

## تعليمها
تلقت أينيز ميلهولاند تعليمها الابتدائي في مدرسة كومستوك في نيويورك والثانوي في مدرسة كينسينجتون الثانوية في لندن. بعد انتهائها من المدرسة، قررت الالتحاق بكلية فاسار، لكن عندما رفضت الكلية منحها شهادة تخرج التحقت بمدرسة ويلارد للإناث في برلين.
توقفت عن الدراسة أثناء تواجدها في كلية فاسار بسبب تنظيم اجتماع لحقوق المرأة. إذ حظر رئيس كلية فاسار آنذاك اجتماعات المطالبة بحق المرأة بالاقتراع، غير أن ميلهولاند وآخرون عقدوا دروسًا دورية في هذه المواضيع، إلى جانب العديد من الاحتجاجات والعرائض الكبيرة. وخلال دراستها، عُرفت بنشاطها البارز. إذ تحدت قرار منع المطالبة بحق المرأة بالاقتراع في الحرم الجامعي، وعقدت اجتماعًا في مقبرة على جانب الطريق. بدأت حركة المطالبة بحق المرأة بالاقتراع في كلية فاسار، والتحق بها ثلثا الطلاب، وعلمتهم مبادئ النظام الاشتراكي. كذلك حضرت اجتماعات الاشتراكية في بوكيبسي والتي كانت تحت قرار الحظر في كليتها مع مجموعتها التي أقامتها حولها. كانت ميلهولاند شابة رياضية، وقائدة فريق هوكي وعضوًا في فريق ألعاب المضمار، وسجلت رقمًا قياسيًا في رمي كرة السلة. اشتركت ميلهولاند أيضًا في الإنتاج الطلابي ونوادي المواضيع الراهنة والنادي الألماني وفريق المناقشة.
ما أن تخرجت من كلية فاسار في عام 1909، حتى بدأ سعيها للحصول على قبول من جامعة ييل وجامعة هارفارد وجامعة كامبريدج لدراسة القانون، لكنها رُفضت بسبب جنسها. قُبلت ميلهولاند أخيرًا في كلية الحقوق في جامعة نيويورك، حيث حصلت على درجة بكالوريوس الحقوق في عام 1912.

## حياتها المهنية
كانت قضايا ميلهولاند بعيدة المدى. فلم تكتف بالاهتمام في إصلاح السجون، وإنما سعت أيضًا للسلام العالمي وعملت لتحقيق المساواة للأمريكيين من أصل أفريقي. كانت ميلهولاند عضوًا في الجمعية الوطنية للنهوض بالملونين والرابطة النسائية النقابية ورابطة مساواة ذوات الدعم الذاتي من النساء في نيويورك (اتحاد النساء السياسي) واللجنة الوطنية لعمالة الأطفال والجمعية الفابية في إنجلترا. وانخرطت أيضًا في الجمعية الأمريكية الوطنية لحق المرأة بالاقتراع، والتي تشعب عنها لاحقًا حزب المرأة الوطني الشعبي. أصبحت قائدة ومتحدثة مشهورة في دائرة حملات الحزب الوطني للمرأة، وعملت إلى جانب أليس بول ولوسي بيرنز.

### محامية
قُبلت ميلهولاند لاحقًا في نقابة المحامين وانضمت إلى مكتب نيويورك للمحاماة في أوسبورن ولامب وجارفان، وتعاملت مع الجرائم الجنائية وقضايا الطلاق. في أول مهامها، كان عليها التحري عن أوضاع سجن سينج سينج. في وقت كان مستهجنًا أن تتحدث الإناث مع المساجين الذكور، لكنها أصرت على التحدث معهم شخصيًا لكشف الأوضاع المروعة هناك. وفي إحدى المرات، قيدت يدها مع سجينة لأنها أرادت اختبار شعور أن تكون واحدة منهم.

### منادية بحق المرأة بالاقتراع
خطت ميلهولاند إلى مسيرتها الأولى والمطالبة بحق المرأة بالاقتراع في 7 مايو 1911. حملت لافتة كُتب عليها «تقدمي، بعيدًا عن الخطأ، اتركي الليل خلفك، تقدمي خلال الظلام، تقدمي إلى النور!» سرعان ما أصبحت ميلهولاند وجهًا لحركة المطالبة بحق المرأة بالاقتراع. صرحت صحيفة نيويورك سن آنذاك «لم تكتمل أي مسيرة مطالبة بحق المرأة بالاقتراع من دون أينيزميلهولاند» وكانت قائدة حركة حق المرأة بالاقتراع آنذاك هارييت إيتون ستانتون، لكنها نصبت أينيز قائدة لمسيرات الحركة خلال الأعوام 1911 و1912 و1913. وفي 3 مارس 1913، اليوم السابق لتنصيب الرئيس وودرو ويلسون، حققت ميلهولاند حضورها الأكثر ذكرًا، وكان ذلك في موكب حق المرأة بالاقتراع في العاصمة واشنطن والذي ساعدت في تنظيمه. وضعتها أليس بول، قائدة حركة حق المرأة بالتصويت، في طليعة الموكب وارتدت أينيز تاجًا وعباءة بيضاء طويلة وهي تمتطي حصانًا أبيض يُدعى «جراي داون.»
آمنت ميلهولاند بحق المرأة بالتصويت بسبب السمات الفريدة التي تتحلى بها النساء. إذ جادلت بأن النساء قد يصبحن مجازيًا «منظفات منازل الأمة.» وآمنت بأن تصويت النساء سيمحو العلل الاجتماعية مثل: محال العمل الشاق والمساكن المكتظة والدعارة والجوع والفقر ووفيات الأطفال. أخبرت الرجال بأنه لا يجب عليهم القلق حول النساء في حياتهم وهن يقمن بتوسيع حقوقهن وواجباتهن المقدسة لتشمل البلد بأكمله عوضًا عن داخل المنزل. بالرغم من تحدثها في هذه القضايا، إلا أنها كثيرًا ما كانت خائبة الظن لأنها الناس عرفوها بمظهرها لا بأفكارها.

### داعية للسلام
سافرت ميلهولاند عبر البحر إلى إيطاليا في بداية الحرب العالمية الأولى بعد نسفت غواصة ألمانية سفينة آر إم إس لوسيتينيا بفترة وجيزة. بعد وصولها، أبلغ القبطان ميلهولاند بأن غواصة ألمانية تبعتهم عبر المحيط. وبهذه المعلومة، بدأت بالكتابة لصالح صحيفة تريبيون وأصبحت مراسلة حربية. عملت ميلهولاند كي يتاح لها زيارة الصفوف الأولى في الحرب، واستمرت كذلك في كتابة المقالات المعادية للحرب، ما أثار استهجان الحكومة الإيطالية، الأمر الذي أدى إلى طردها من البلاد.
بعد عودتها من إيطاليا، عانت ميلهولاند من نوبات اكتئاب. شعرت بأنها حُظرت من الجبهة لكونها امرأة وليس بسبب أنها داعية للسلام. شعرت بأنها عادت أدراجها بالفشل.
كانت أيضًا شخصية بارزة في بعثة سفينة السلام المنكوبة لهنري فورد في أواخر عام 1915، إذ عبرت المحيط الأطلسي مع فريق من الدعاة للسلام آملين بإعطاء دفعة للتفاوض بتسوية الحرب العالمية. لكنها غادرت السفينة في ستوكهولم لأن الرحلة لم تكن منظمة وبسبب نشوء خلافات بين المسافرين.

## حياتها الشخصية
في بدايات القرن العشرين، أصبحت ميلهولاند مثالًا للمرأة الكلاسيكية الجديدة. أحبت الرقصات الجديدة كرقصة تيركي تروت وجريزلي بير واستمتعت بالسفر إلى باريس وشراء الأزياء الفارسية. بالإضافة إلى ذلك، تعكس آراؤها أراء المرأة الجديدة المتعلقة بالحب الجنسي.
بحلول الخريف من عام 1909، أصبح كل من أينيز ميلهولاند وماكس ايستمان نجمين اجتماعيين بسبب مظهرهما الوسيم. عرفت أينيز ماكس عن طريق أخته، كريستال ايستمان، التي التقت بها في المحافل الاجتماعية والمطالبة بحق المرأة بالاقتراع. اعترفت أينيز لماكس بحبها له وحاولت إقناعه بالهرب معًا والزواج. وعندما بادلها الحب أخيرًا ووافق على الزواج بها، انهارت علاقتهما. أيقن كلاهما أنهما لا يستطيعان أن يحب بعضهما الآخر، لكنهما بقيا صديقين مقربين مدى الحياة.
بنفس الطريقة التي وقعت فيها بحب ايستمان سريعًا، بعد لقائها بالمؤلف جون فوكس جونيور بفترة قصيرة اعترفت له بحبها، لكنه لم يبادلها الشعور آنذاك. وعندما اعترف لها بحبه، كانت قد فقدت اهتمامها به.
في يوليو 1913، أثناء تواجدها على متن رحلة بحرية إلى لندن، عرضت ميلهولاند الزواج على يوجين جان بويسيفين والذي تعرفت عليه من نحو شهر. تزوج الاثنان في 14 يوليو في ديوان محكمة كينسينغتون والذي كان أقرب مكان لهما بعد وصولهما إلى لندن دون استشارة عائلتيهما. كان جون ميلهولاند آنذاك في نيويورك عندما سمع عن الزواج من الصحافة. أصر جون على أن يُعيد الاثنان زواجهما في الكنيسة لكن أينيز رفضت ذلك.
لم يكن زواج ميلهولاند وبويسيفين مثاليًا. ظهرت التعقيدات عندما عاد الزوجان إلى نيويورك من لندن. لم تعد ميلهولاند مواطنة أمريكية لأن القانون نص على أن المرأة تأخذ جنسية الرجل الذي تتزوجه. وعلى الرغم من أن ميلهولاند حاربت لحق المرأة بالاقتراع في الولايات المتحدة، لم تكن لتستطيع أن تمارس حقها بالتصويت لأنها لم تعد مواطنة أمريكية. ومع أنها كانت امرأة متزوجة، لم تتوقف عن مغازلة الرجال الآخرين وغالبًا ما كتبت لبويسيفين لتخبره بذلك. علاوة على ذلك، كانت أكبر خيبة أمل للزوجين أنهما لم يستطيعا إنجاب الأطفال.

## وفاتها
في عام 1916، ذهبت في جولة إلى الغرب، لتتحدث عن حقوق النساء كعضو في الحزب الوطني للمرأة. التزمت بالجولة على الرغم من معاناتها من فقر الدم الخبيث ونصائح عائلتها التي أبدت قلقًا بشأن حالتها الصحية المتدهورة. في 22 أكتوبر 1916، انهارت وسط إلقاءها خطابًا في لوس انجلوس، كاليفورنيا في قاعة بلانشارد، وأُسعفت بسرعة إلى مستشفى جود ساماريتان. وعلى الرغم من عمليات نقل الدم المتكررة، توفيت في 25 نوفمبر 1916.
كانت آخر كلمات ميلهولاند العلنية، «سيدي الرئيس، كم من الوقت يجب أن تنتظره النساء للحصول على الحرية؟»

## إرثها
بعد وفاتها، كرست أختها فيدا ميلهولاند وقتها للمطالبة بحق المرأة بالاقتراع، وتضمنت إحدى أنشطتها الذهاب إلى سجن لمدة ثلاث أيام في عام 1917.
إكرامًا لأينيز ميلهولاند، اقتُرح إعادة تسمية قمة ماونت ديسكفري في آديرونداكس تيمنًا بها، غير أن تغيير الاسم لم يحدث بشكل رسمي.
كتب كارل ساندبيرج قصيدة عن أينيز ميلهولاند بعنوان «التكرار» والتي ظهرت في مجلده، كورنهسكرز عام 1918. وكتبت إيدنا سانت فنسنت ميلاي –التي تزوجت من أرمل ميلهولاند، يوجين جان بويسيفين– قصيدة عام 1923 عنوانها «إلى أينيز ميلهولاند» والتي ضمتها إلى مجموعتها ذا باك إن ذا سنو.
مثلت جوليا أورموند دور أينيز ميلهولاند في فيلم آيرون جود اينجلز.
سُمي منصب أينيز ميلهولاند للأستاذية في الحريات المدنية في كلية الحقوق بجامعة نيويورك، تيمنًا بها، والذي شغله بيرت نيوبورن.

## روابط خارجية
- أينيز ميلهولاند على موقع IMDb (الإنجليزية)